# リンダ・エモンド
リンダ・エモンド（Linda Emond、1959年5月22日 - ）は、アメリカ合衆国の女優。

## 主な出演作品

### 映画
- ポロック 2人だけのアトリエ（2000年）
- Almost Salinas（2001年）
- A Gentleman's Game（2002年）
- 容疑者（2002年）
- The Dying Gaul（2005年）
- ダーク・ウォーター（2005年）
- スタンドアップ（2005年）
- Trade（2007年）
- アクロス・ザ・ユニバース（2007年）
- ストップ・ロス/戦火の逃亡者（2008年）
- The Missing Person（2009年）
- ジュリー&ジュリア（2009年）
- A Bird of the Air（2011年）
- オールド・ボーイ（2013年）
- Jenny's Wedding（2015年）
- アバウト・レイ 16歳の決断（2015年）
- ファング一家の奇想天外な秘密（2015年）
- Indignation（2016年）
- The Land（2016年）
- ビッグ・シック ぼくたちの大いなる目ざめ（2017年）
- ソング・トゥ・ソング（2017年）
- グッバイ、リチャード!（2018年）
- ジェミニマン（2019年）[1]
- 消えない罪（2021年）[2]
- その道の向こうに（2022年）[3]

### テレビシリーズ
- LAW & ORDER　クリミナル・インテント シーズン2
- LAW & ORDER　ロー＆オーダー シーズン6
- LAW & ORDER　ロー＆オーダー シーズン10
- LAW & ORDER　ロー＆オーダー シーズン15
- LAW & ORDER： 性犯罪特捜班 シーズン5
- LAW & ORDER： 性犯罪特捜班 シーズン9
- LAW & ORDER： 性犯罪特捜班 シーズン11
- LAW & ORDER： 性犯罪特捜班 シーズン13
- LAW & ORDER： 性犯罪特捜班 シーズン14
- グッド・ワイフ2（レオラ・クーン）
- グッド・ワイフ3（レオラ・クーン）
- グッド・ワイフ4（レオラ・クーン）
- ゴシップガール シーズン1
- ゴシップガール シーズン2
- ギルデッド・エイジ -ニューヨーク黄金時代-